# Maledetti toscani
Maledetti toscani è un saggio scritto dall'autore italiano Curzio Malaparte.
Pubblicata per la prima volta nel 1956, un anno prima della morte dello scrittore, l'opera è frutto di una lunga e tormentata elaborazione iniziata ben venti anni prima.

## Trama
Parlando sempre in prima persona, Malaparte ricostruisce quelle che ritiene le principali caratteristiche dei toscani e in particolare dei suoi concittadini, i pratesi.
Unendo episodi della propria giovinezza a esempi del passato, soprattutto medievali, e alla descrizione dei più bei paesaggi della sua regione, Malaparte identifica il toscano come l'antitesi dell'Italiano definendolo in primo luogo "spregioso" (che prova cioè disprezzo nei confronti di tutti gli altri esseri umani, che vede come stupidi e servili), per poi identificarlo come sboccato, cinico, ironico, insofferente nei confronti di tutte le autorità costituite (anche e soprattutto la Chiesa cattolica), sanguigno, onesto, realista, pratico, pragmatico, lavoratore (traffichino) ma soprattutto intelligente e per questo libero, persino dalla paura della morte.
Identificando poi il popolo toscano come degno erede di quello greco, Malaparte indica come caratteristica fondamentale del toscano un senso della misura che si rispecchia anche nei più grandi nomi della cultura nati in Toscana (Dante, Brunelleschi, Botticelli, Boccaccio su tutti, mentre di Michelangelo critica il "passaggio" ai modi romani).
Tutte queste caratteristiche sono il motivo per cui, secondo l'autore, ogni altro italiano (ad eccezione degli umbri) si trova in difficoltà se non proprio in imbarazzo davanti a un toscano, che con il suo solo sguardo ironico è capace di dichiarare tutto il suo disprezzo; per tale ragione l'autore afferma che "maggior fortuna sarebbe se in Italia ci fossero più toscani e meno italiani".

## Edizioni
In lingua italiana
- Curzio Malaparte, Maledetti toscani, Aria d'Italia, Roma-Milano 1956
- Curzio Malaparte, Maledetti toscani, Vallecchi, Firenze 1956
- Curzio Malaparte, Maledetti toscani, invito alla lettura di Manlio Cancogni, Vallecchi, Firenze 1976
- Curzio Malaparte, Maledetti toscani, a cura di Luigi Martellini, Mondadori, Milano 1982
- Curzio Malaparte, Maledetti toscani, con un saggio critico di Luigi Martellini, Leonardo, Milano 1994
- Curzio Malaparte, Maledetti toscani, in Opere scelte / Curzio Malaparte; a cura di Luigi Martellini; con una testimonianza di Giancarlo Vigorelli, A. Mondadori, Milano 1997
- Curzio Malaparte, Maledetti toscani, Poligrafici Editoriale, Bologna 2007
- Curzio Malaparte, Maledetti toscani, Adelphi, Milano 2017

In altre lingue
- (FR)  Curzio Malaparte, Ces sacrés toscans, trad. di Georges Piroué, Denöel, Paris 1957
- (DE)  Curzio Malaparte, Verdammte Toskaner, deutsch von Hellmut Ludwig, Stahlberg, Karlsruhe 1957
- (ES)  Curzio Malaparte, Malditos toscanos, Plaza & Janes, Buenos Aires 1961
- (DE)  Curzio Malaparte, Verdammte toskaner, Rowohlt Taschenbuch, Reinbeck bei Hamburg 1970